# Plectranthias nazcae
Plectranthias nazcae är en fiskart som beskrevs av Anderson 2008. Plectranthias nazcae ingår i släktet Plectranthias och familjen havsabborrfiskar. Inga underarter finns listade i Catalogue of Life.